# بخش برچکو
بخش برچکو (تلفظ [br̩̂tʃko:]; بوسنیایی، کرواتی، صربی: Брчко Дистрикт/Brčko Distrikt) یک منطقه خودگردان در شمالی شرقی بوسنی و هرزگوین است. بخش برچکو ۴۹۳ کیلومتر مربع مساحت و ۹۳٬۰۲۸ نفر جمعیت دارد.

## نگارخانه

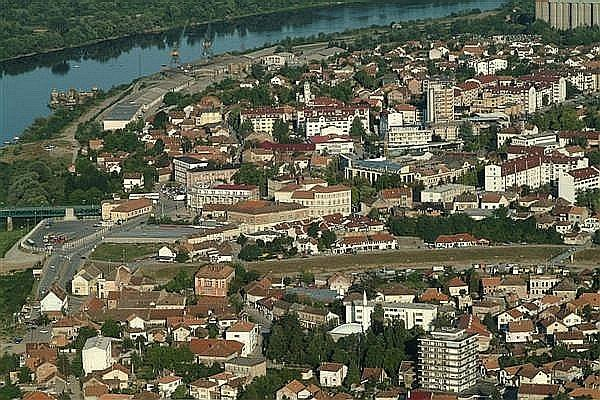
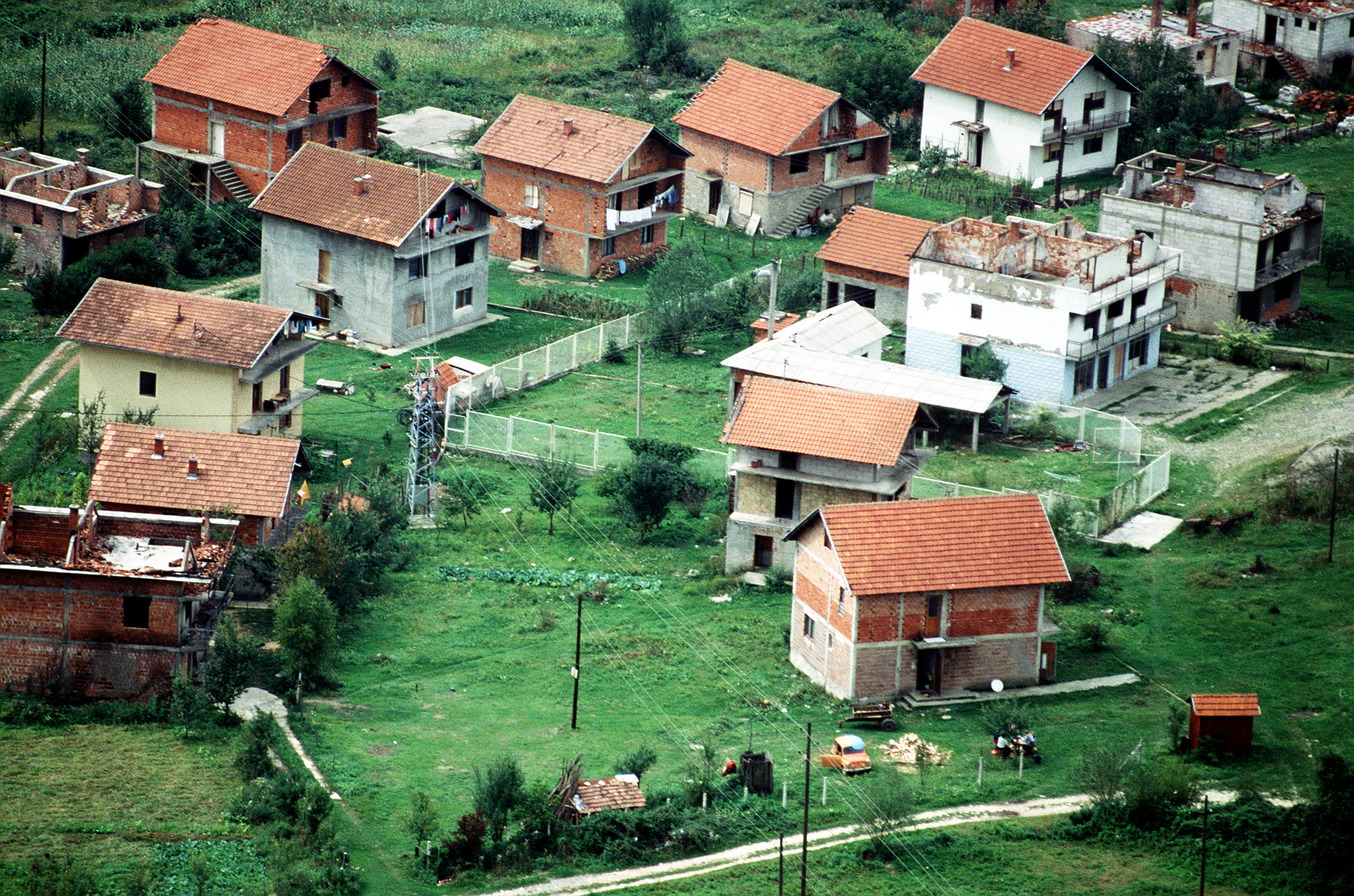
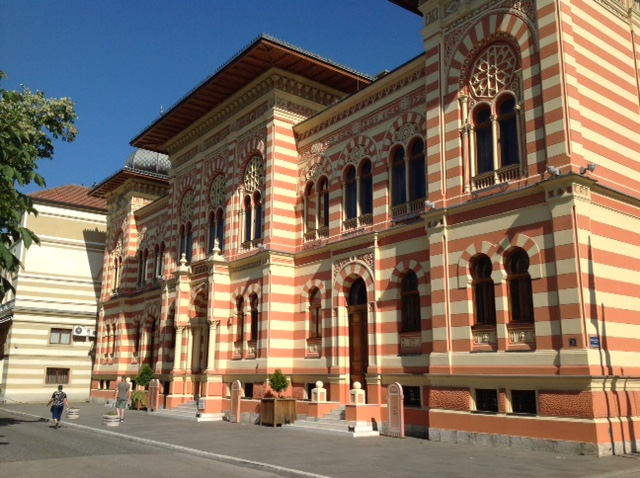
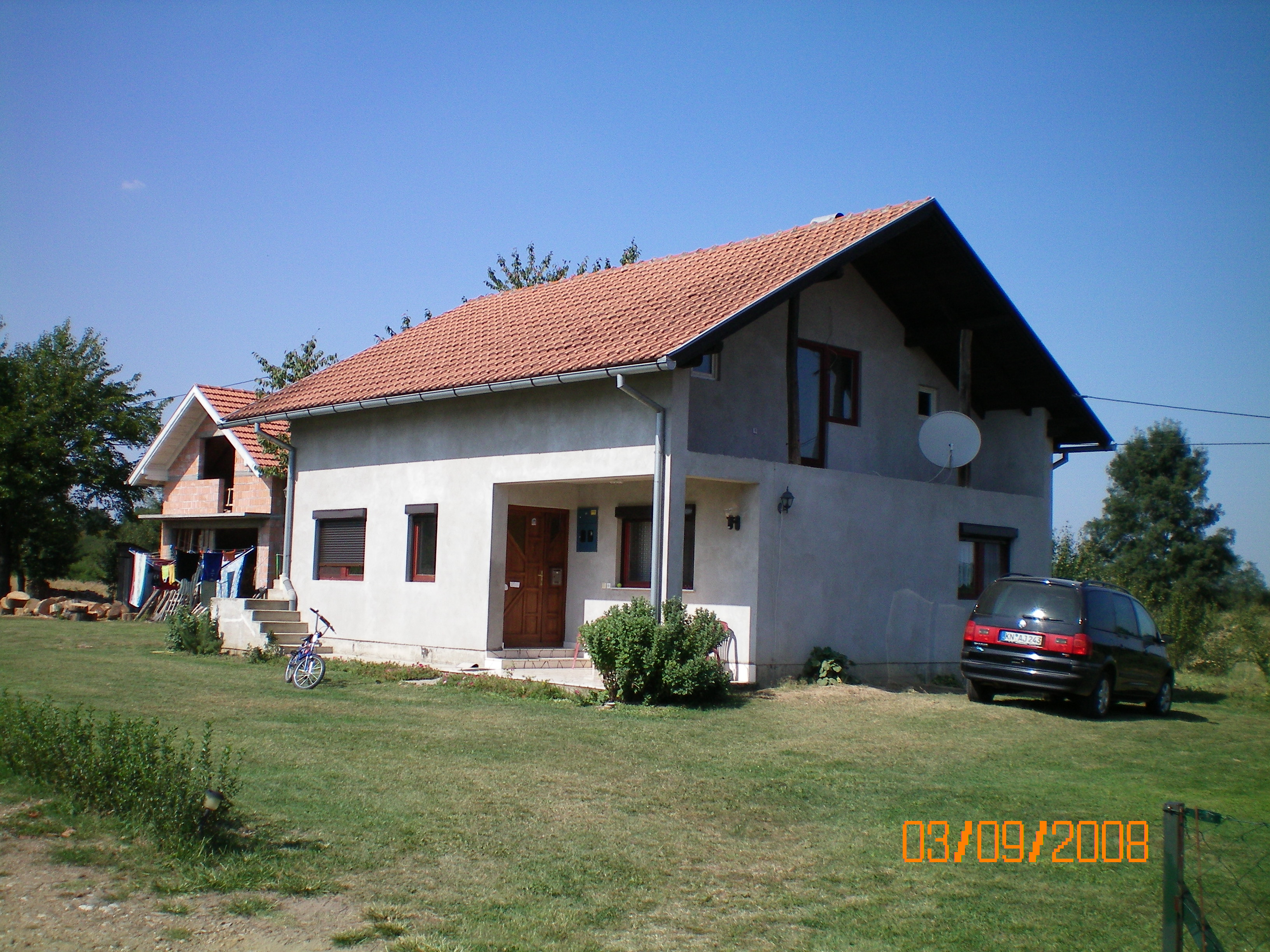
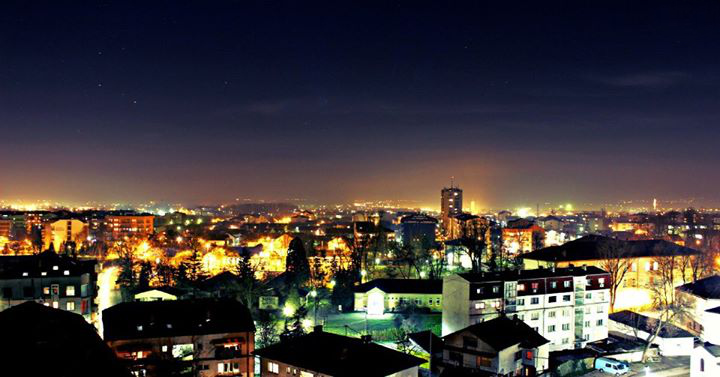
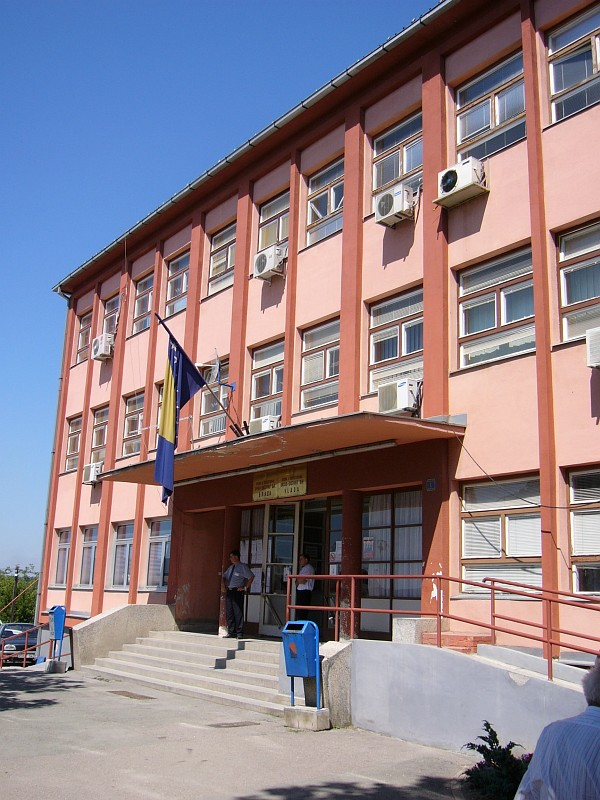
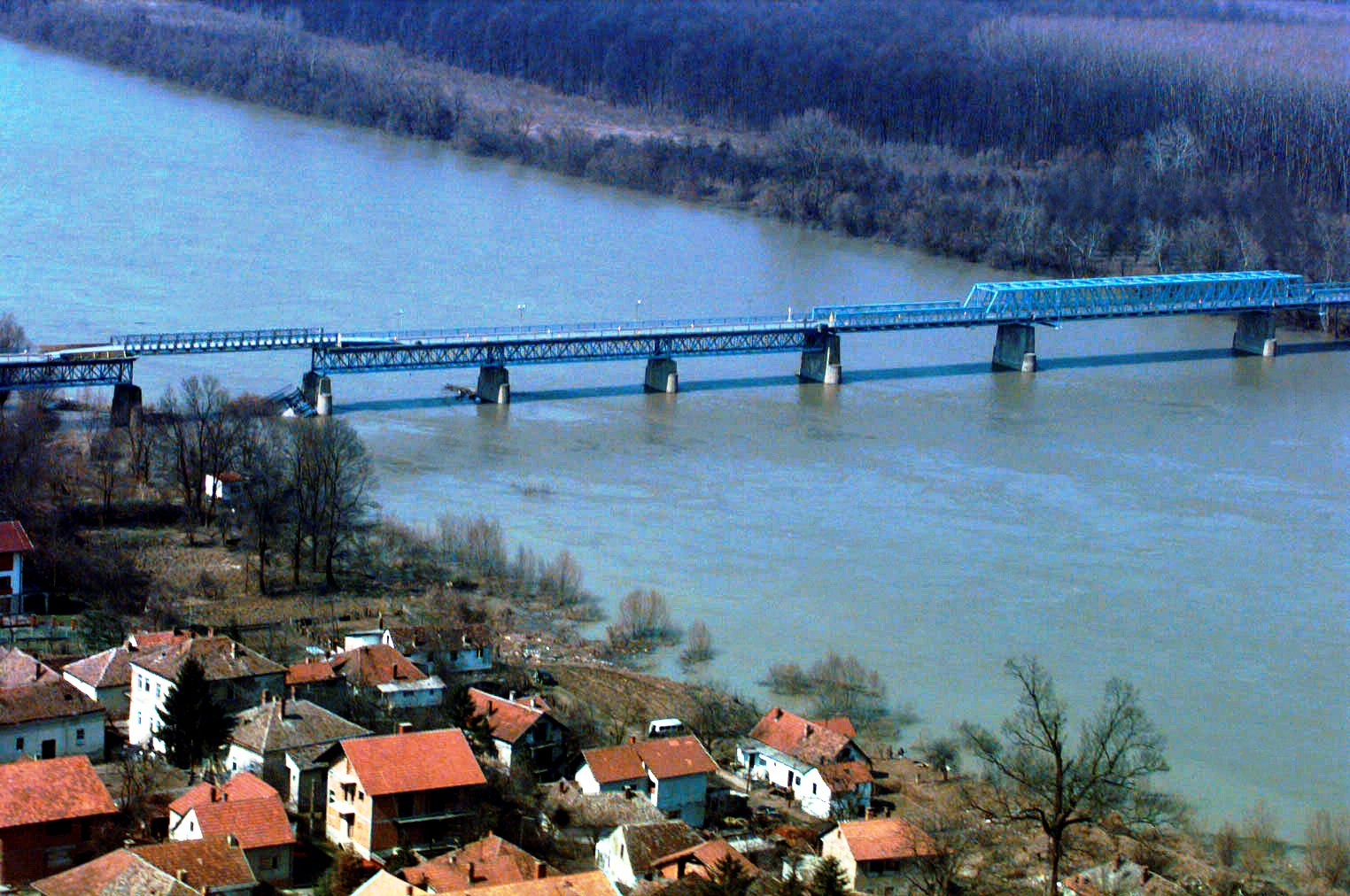
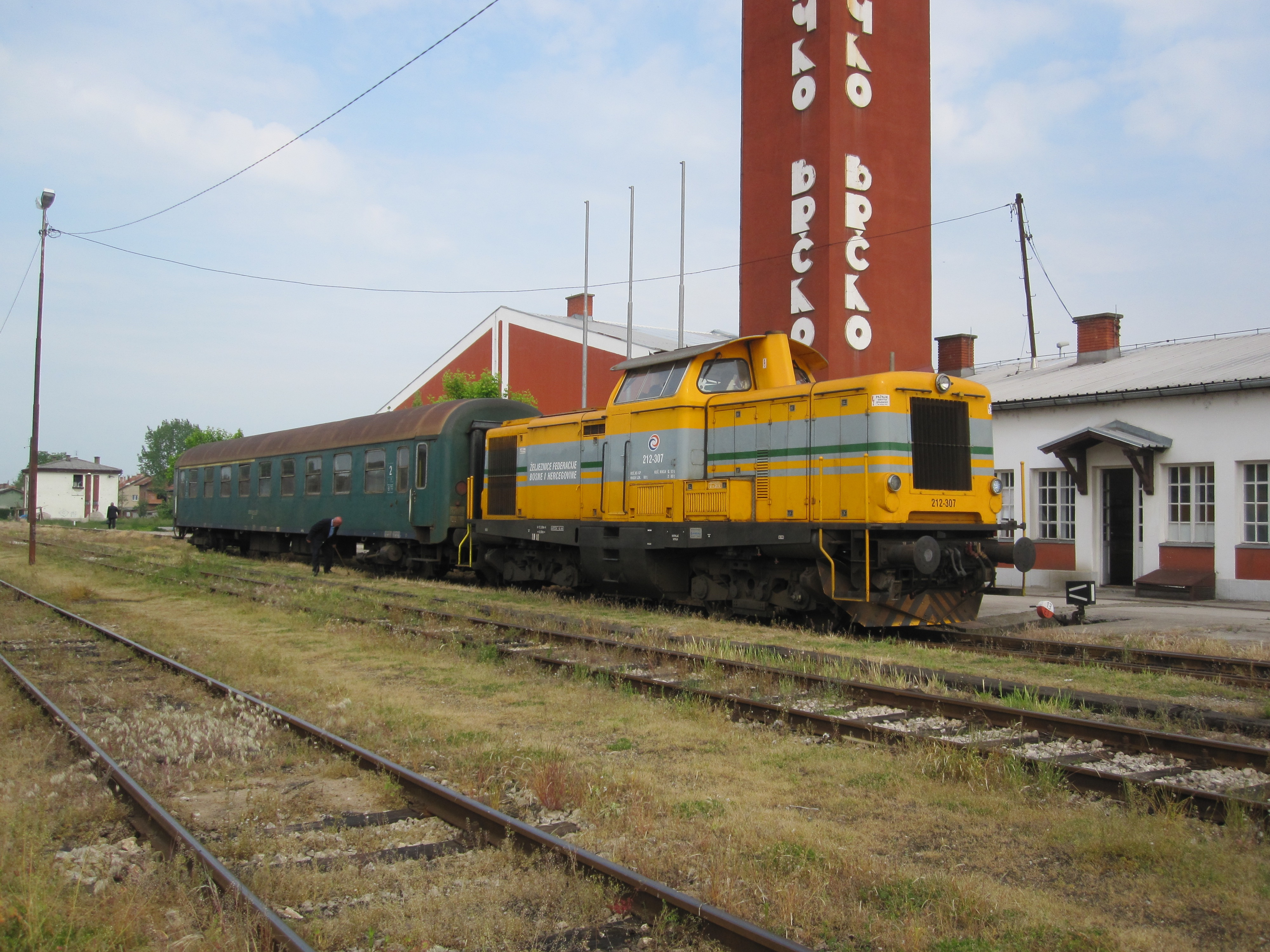

## توضیحات
1. ↑  Position suspended since 23 May 2012.